# 랠리 레이드

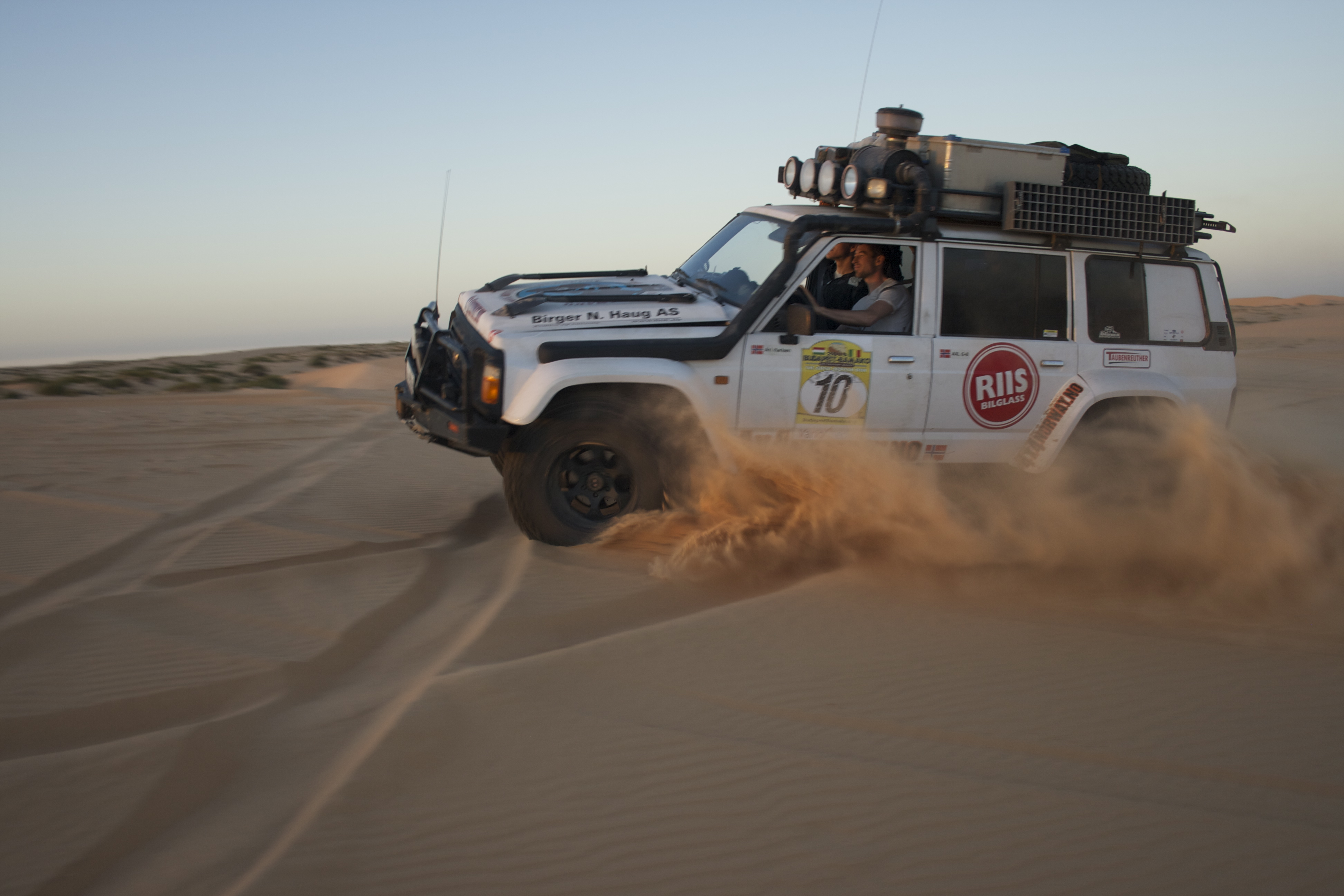

랠리 레이드(rally raid)는 자동차와 모터사이클을 대상으로 하는 일종의 오프로드 모터스포츠 이벤트이다. 짧은 바하 랠리와 함께 랠리 급습은 크로스컨트리 랠리를 구성한다. FIA(국제 자동차 연맹)와 FIM(국제 모터사이클 연맹)은 두 유형의 차량에 대해 동일한 이벤트를 제공하는 공통 월드 랠리 레이드(World Rally-Raid) 챔피언십을 공동 주최한다.
랠리 레이드 기간은 다카르 랠리와 같은 마라톤 랠리 레이드의 경우 짧게는 2~3일에서 길게는 15일까지 가능하다. 내비게이션 기술이 핵심이기 때문에 라이더, 운전자, 공동 운전자 및 기계의 운전 기술과 지구력이 시험된다. 총 이동 거리는 모래 언덕, 숲길, 산길, 마른 강바닥 등의 지형을 포함하여 600km에서 5,000km 이상일 수 있다.